# Кішпельт (комуна)
Кішпельт (люксемб. Kiischpelt, фр. Kiischpelt, нім. Kiischpelt) — комуна Люксембургу. Входить до складу кантону Вільц в окрузі Дикірх.

## Географія
Площа території комуни складає 33,58 км² (14-е місце за цим показником серед 116 комун Люксембургу).
Висота найвищої точки комуни над рівнем моря становить 498 метрів (26-е місце за цим показником серед комун країни), найнижчої — 241 метрів (52-е місце).

## Демографія
Станом на 2011 рік на території комуни мешкало 965 ос.
Динаміка чисельності населення:

## Адміністративний поділ
До складу комуни входять такі поселення:
| Поселення    | Населення за даними переписів: | Населення за даними переписів: | Населення за даними переписів: |
| Поселення    | на 31.03.1981                  | на 01.03.1991                  | на 15.02.2001                  |
| ------------ | ------------------------------ | ------------------------------ | ------------------------------ |
| Альшайд      | 49                             | 48                             | 47                             |
| Еншеранж     | 107                            | 131                            | 166                            |
| Каутенбах    | 101                            | 115                            | 120                            |
| Леллінген    | 69                             | 75                             | 86                             |
| Меркхольц    | 58                             | 78                             | 88                             |
| Пінтш        | 61                             | 83                             | 120                            |
| Вільвервільц | 174                            | 215                            | 238                            |